# Чебенки
Чебенки (Дмитриевка) е военно летище в Оренбургска област, разположено на 9 km северозападно от село Чебенки и на 38 km североизточно от град Оренбург. Изградено е през 1954 г.
Летището разполага с авиационна база, въоръжена с хеликоптери Ми-6 и Ми-8 (използвани за търсене и спасяване при кацания на космически апарати, извършвани на територията на Казахстан), както и със самолети МиГ-23 и Су-24, съхранявани тук и утилизирани. По време на Студената война базата е разполагала и с изтребители Су-17.
Базата е обслужвала 118-а отделна вертолетна ескадрила, съставена от хеликоптери Ми-6 и Ми-8. В околностите на Оренбург има още едно военно летище, наречено Оренбург-2.

## История
Авиобазата е построена близо до село Дмитриевка в Сакмарски район на Оренбургска област през 1953 – 1954 г. На терена на авиобазата преди това се е помещавало:
- от 1954 до 1992 г.: 904-ти учебен авиационен полк на Военното авиационно училище „Чкалов“ (от 1958 г. Оренбургско висше военно авиационно училище на щурманите на ВВС, от 1960 г. Оренбургско висше военно авиационно училище на пилотите). От 1954 до 1979 г. курсантите се обучават на самолети Ил-28, а от 1980 г. и на Л-29. През 1992 г. полкът е разформирован.
- от 1972 до 2007 г. 118-та отделна вертолетна ескадрила (вертолети Ми-6 и Ми-8). Тя е била предназначена за решаване на задачи, свързани с търсене и спасяване при изстрелвания, търсене и евакуация на космически обекти, търсене и спасяване при полети и прелети на самолети.
- от 1993 до 2007 г. тук се намира 4215-та резервна авиационна база (самолетите Су-17 и МиГ-23 са били консервирани; по време на Студената война те са били на бойно дежурство на други летища в СССР и Източна Европа). На 12 април 2007 г. последният летящ Су-17УМ3 прелетява от летище Чебенки до летище Чкаловски. След полета самолетът е разглобен и доставен в Централния музей на ВВС в Монино, където по-късно заема мястото си в експозиция.[3]

От 1 декември 2007 г. резервната база на самолетите е реорганизирана в авиационна база. Днес на въоръжение са хеликоптери „Ми-6“ и „Ми-8“, използвани за осигуряване на кацането на спускаемите апарти на космическите кораби, осъществявани на територията на Казахстан. Тук се съхраняват и самолети, излезли от употреба.